# Tomášovský výhľad

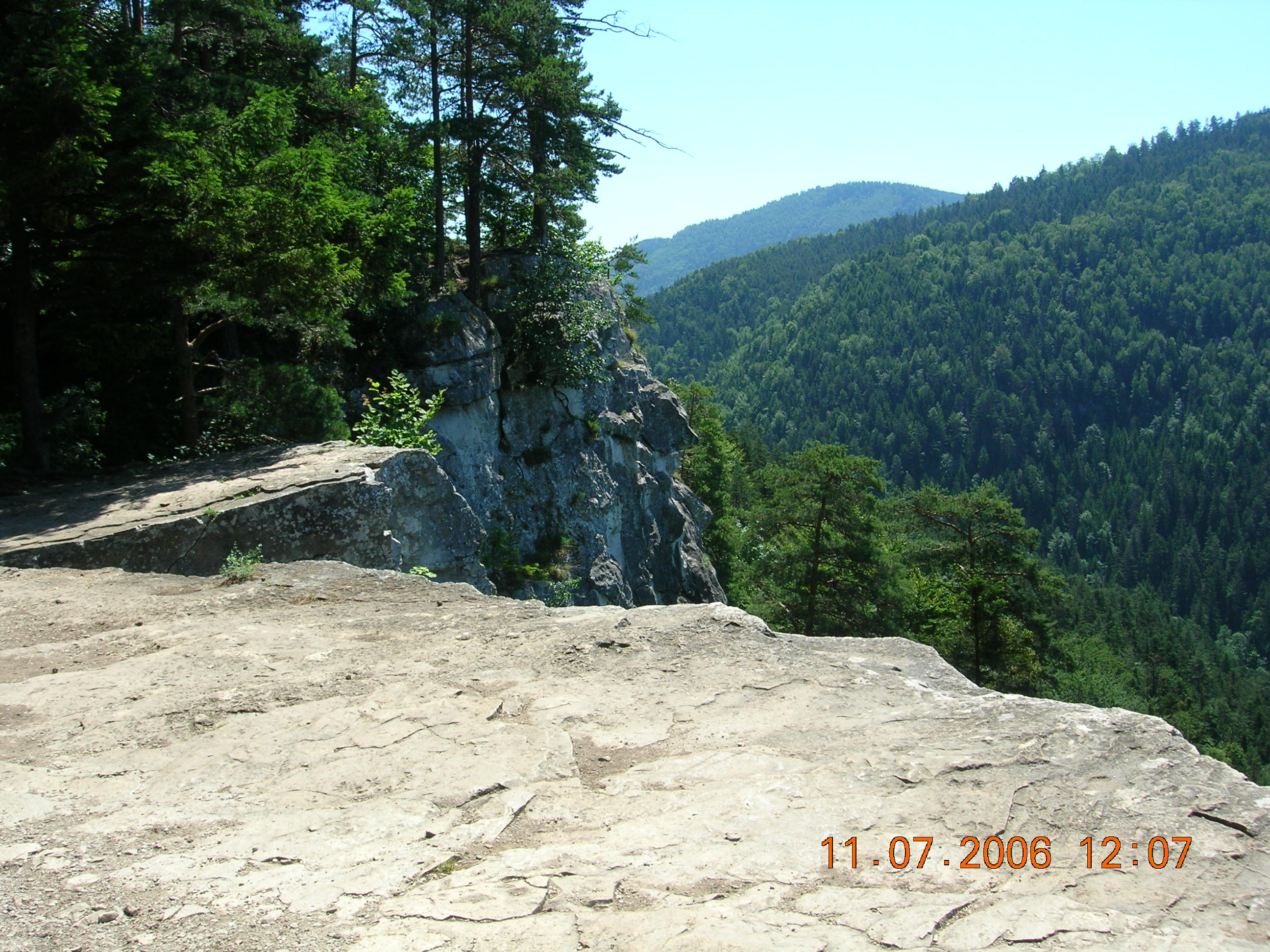
Vista desde Tomášovský výhľad hacia de Čingov

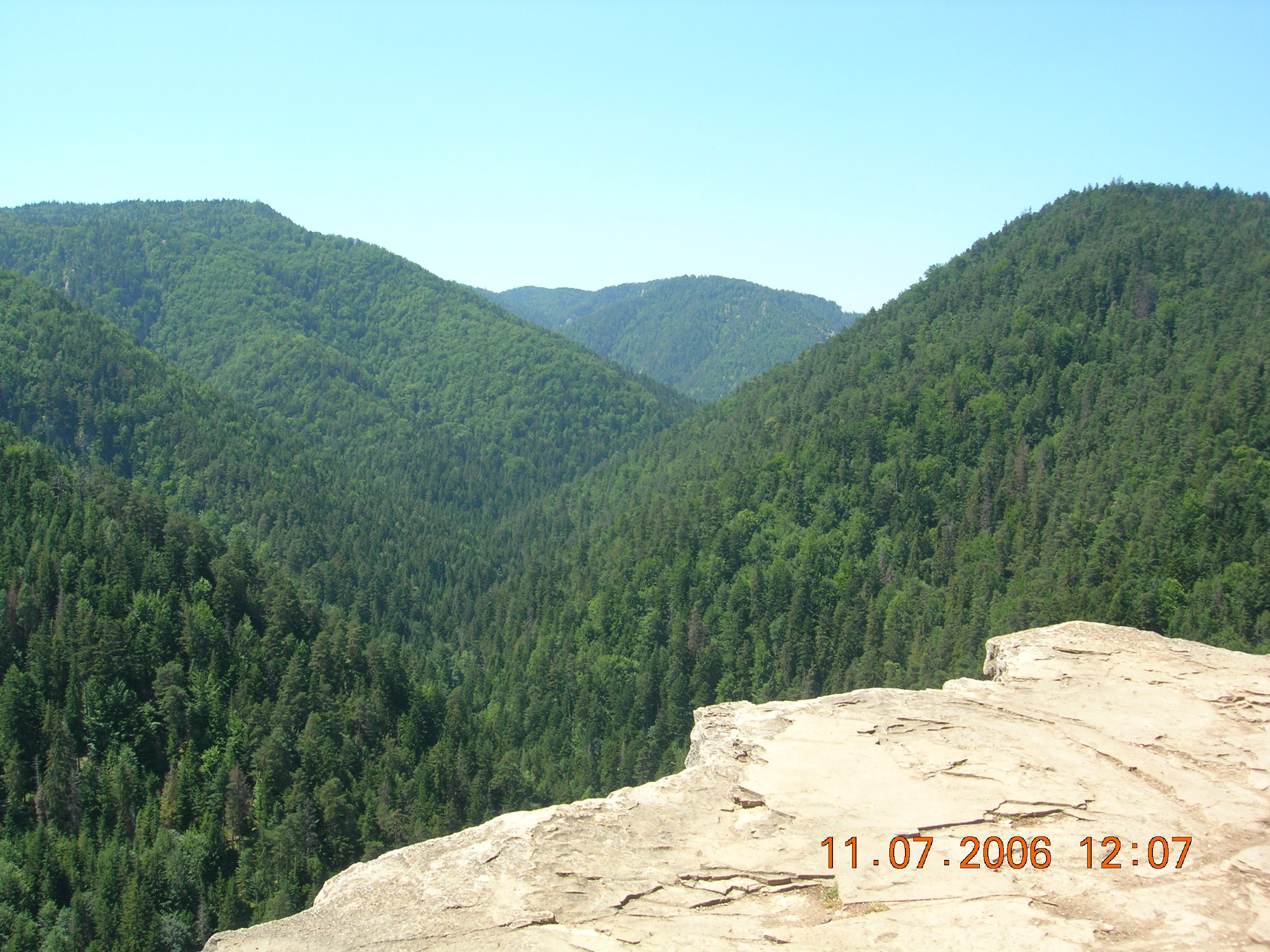
Vista desde Tomášovský výhľad hacia de Tomašovská Belá

El Tomášovský výhľad (AFI: ['tɔmaːʂɔuskiː ʋiːɦʎad], 680 m s. n. m.; en español: Mirador de Tomášovce o Mirador de Tomášovský) es un mirador rocoso en forma de terraza en el Parque nacional del Paraíso Eslovaco, en la ladera sur de Ludmanka. Ofrece una bonita vista del valle del Biely potok, el Garganta del río Hornád y los Altos Tatras. También se utiliza como campo de práctica para la escalada.

## En la cultura popular
El Tomášovský výhľad apareció en la película Dragonheart (1996) y Perinbaba a Dva svety (2023).

## Acceso
- a lo largo de  marca desde Spišské Tomášovce